# Parník Vltava

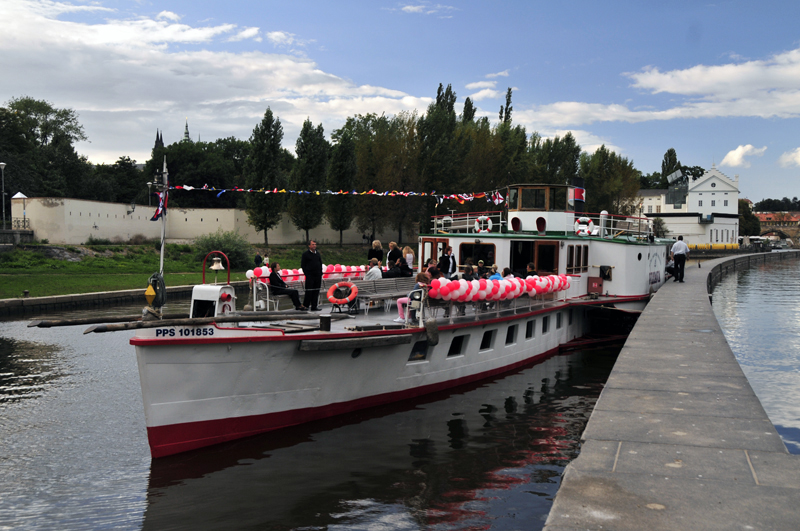
Parník Vltava - 145. výročí Paroplavby

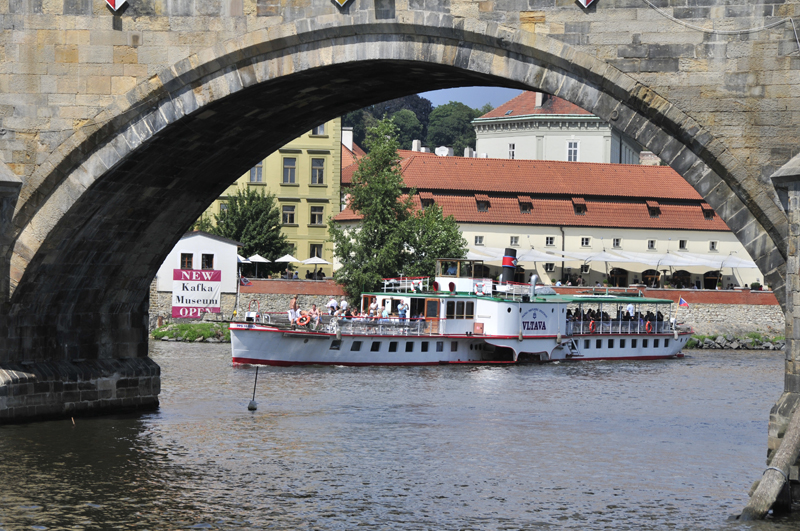
Parník Vltava u Karlova mostu

Kolesový parník Vltava je jedním z posledních dvou velkých kolesových parníků (druhým je parník Vyšehrad), které jsou v Čechách v provozu. Parník Vltava provozuje Pražská paroplavební společnost, a.s. spolu se společností Prague Boats s.r.o. a využívá se především k výletním a vyhlídkovým plavbám po Vltavě.
V roce 2013 jej Ministerstvo kultury prohlásilo za kulturní památku České republiky.

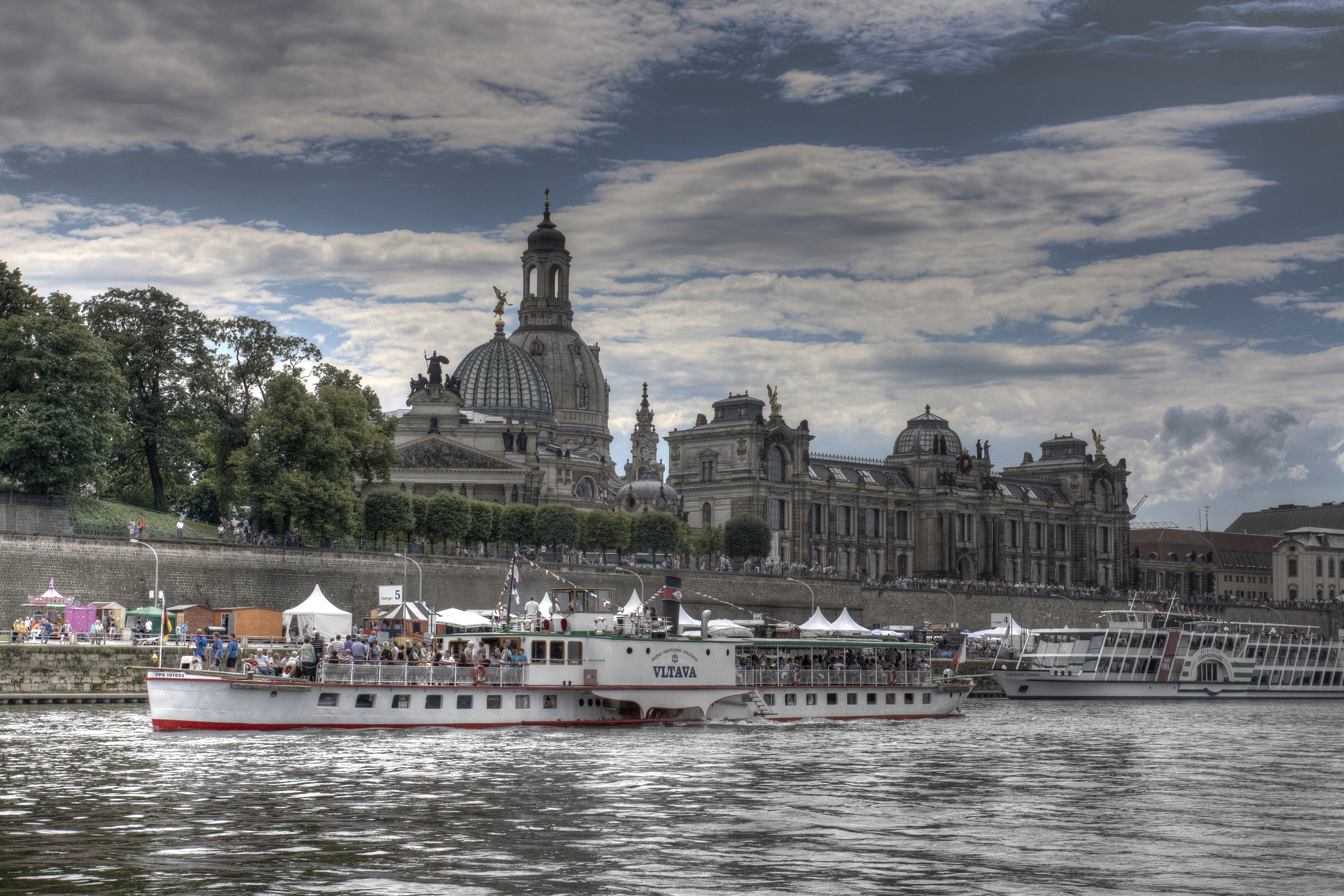
Historický parník Vltava na festivalu parníků Dampfschiff-Fest v Drážďanech.

## Historie

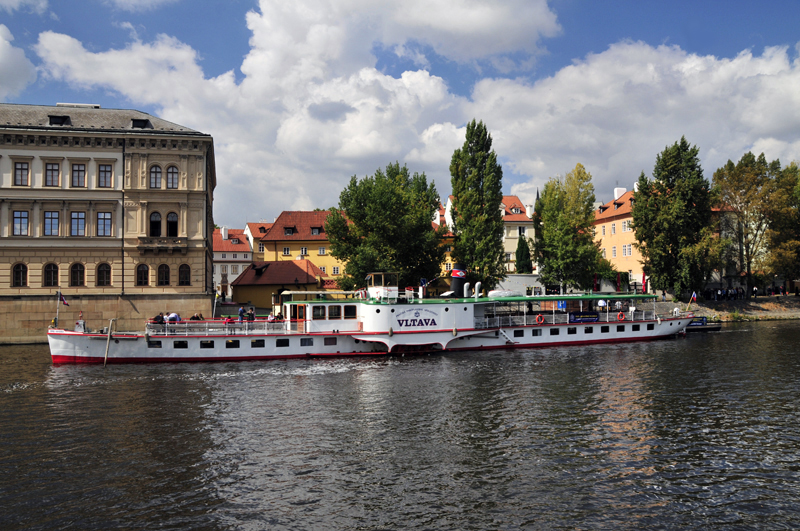
Parník Vltava v přístavišti na Kampě

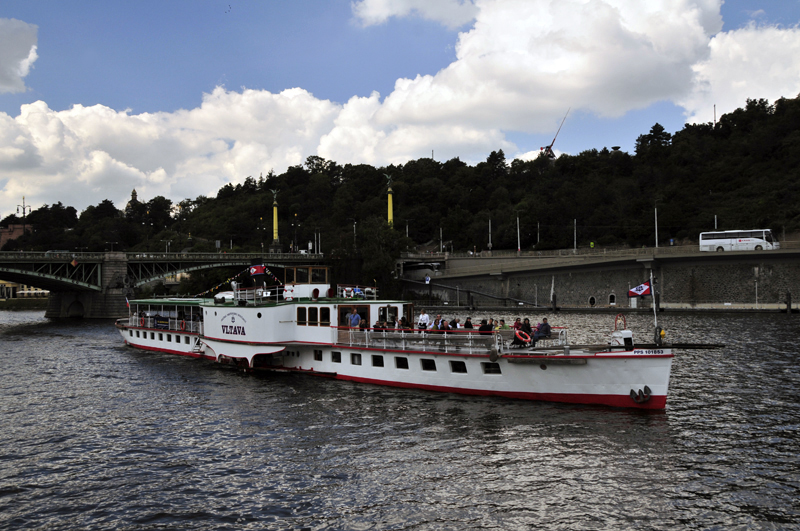
Parník Vltava

Parník Vltava pluje od roku 1940, kdy Pražská paroplavební společnost renovovala svoji lodní flotilu. Po druhé světové válce bylo parníků celkem 17, postupně však chátraly a byly vyřazovány z provozu. V roce 2023 jsou v provozu pouze dva z nich – Vyšehrad a Vltava.
Kolesový parník Vltava patří k menším parníkům. Byl konstruován kratší a užší, aby snadno a bezpečně proplouval plavebními komorami na nejvytíženější trati Praha – Štěchovice, pro kterou byl původně určen. Z důvodu četných nízkých mostů neměl ani vyhlídkovou palubu. Vyroben byl v loděnici PRAGA v Praze – Libni pod vedením hlavního konstruktéra, Ing. Benbenka. Nový parník Vltava byl nakonec po několika zdrženích spuštěn na vodu 27. 8. 1940. Jeho cena se vyšplhala na 2,7 milionů.
Během 2. světové války, podobně jako řada jiných lodí, i parník Vltava musel plout pod německým názvem Moldau I., ale i nadále se však plavil po své obvyklé trase do Štěchovic. Na této trati fungoval až do roku 1990, kdy byl jako poslední provozuschopný parník po nehodě odstaven. V březnu až srpnu roku 1991 bylo plavidlo částečně opraveno a znovu uvedeno do provozu jako restaurační loď. Další, a prozatím poslední, rekonstrukce proběhla v roce 2009, kdy byl vzhledem k narůstající historické hodnotě parník kompletně restaurován, aby se co nejvíce přiblížil své původní podobě z roku 1940. V letech 2011 a 2014 se parník Vltava zúčastnil slavnosti parníků v Drážďanech. Roku 2018 se parník Vltava dostal na poštovní známku České pošty.
Parník Vltava je již třetí lodí v pořadí, která ve flotile Pražské paroplavební společnosti nese toto jméno.

## Technický popis
Parník Vltava měří 53 metrů na délku, 5,1 metrů na šířku a 9,10 m na šířku přes kolesnice. Výkon parního stroje je 112,5 kW (150 k). Celková kapacita lodi je až 300 míst, z toho je 120 krytých míst k sezení pro raut. Rychlost plavidla na klidné vodě asi 16,5 km/h. Parník má vlastní restauraci, kavárnu, bar, vinárnu i částečně krytou vyhlídkovou palubu.

## Využití
Zpočátku sloužil parník Vltava jako spěšný spoj na trase Praha – Štěchovice, časem se jeho úsek plavby protáhl až na Slapy. Od roku 1991 je v provozu jako restaurační plavidlo poskytující gastronomické služby. V té době se začal využívat k projížďkám centrem Prahy a fungoval i na dalších veřejných linkách – například z Prahy do Mělníka či na Slapy, na nichž pluje i nadále.

### Parník Vltava v pražské zoo
V září 2024 byla jménem Vltava s připomínkou stejnojmenného parníku pojmenována samice mladého chovného páru kachyně (husice) parníkové v pražské zoologické zahradě.